# Coutarea
Pour les articles homonymes, voir Coutarea.
Genre
Coutarea est un genre de plantes à fleurs néotropicale, appartenant à la famille des Rubiaceae, comptant 7 à 22 espèces, et dont l'espèce type est Coutarea speciosa Aubl.. 

## Description
Coutarea regroupe des arbres ou arbustes, terrestres, non armés. 
Les feuilles sont opposées, pétiolées, à nervation non linéolée.
Les stipules sont interpétiolaires et parfois brièvement réunies intrapétiolaires, généralement imbriquées dans le bourgeon, persistantes, triangulaires, aiguës. 
L'inflorescence est terminale, cymose, bracteate, à 3-15 fleurs.
Les fleurs sont pédicellées, grandes, voyantes, homostylées, protandres.
L'hypanthium est ellipsoïde à turbiné.
Le Limbe du calice est profondément lobé, à 5 ou 6(7) lobes, linéaires ou lancéolés-sétacés, sans calycophylles.
La corolle est en forme d'entonoir et souvent quelque peu zygomorphe, rosée, lavande rougeâtre, ou magenta marquée de crème ou suffusée de blanc ou de vert pâle, intérieurement glabre, à 5 ou 6(7) lobes, imbriqués dans le bourgeon.
On compte 6(7) étamines, insérées à la base du tube de la corolle, zygomorphes en raison de la courbure des filaments qui positionne les anthères ensemble sur la face inférieure de la corolle.
Les anthères sont étroitement oblongues, dorsifixées près de la base, incluses ou extirpées.
L'Ovaire est à 2 loges, contenant chacune de nombreux ovules, sur des placentas axiles. 
Le fruit est une capsule, obovoïde à ellipsoïde, fortement aplatie perpendiculairement au septum, chartacée à ligneuse, septicide à partir de l'apex puis loculicide. Graines petites, aplaties, elliptiques, papilleuses, largement ailées.

## Répartition
Coutarea est un genre néotropical représenté du Mexique à l'Argentine, en passant par l'Amérique Centrale, les Petites Antilles, la Colombie, le Venezuela, Trinidad, le Guyana, le Suriname, la Guyane, l'Équateur, le Pérou, le Brésil, et le Paraguay.

## Liste des espèces et variétés
Selon GBIF (31 mai 2024) :
- Coutarea alba Griseb.
- Coutarea diervilloides Planch. & Linden
- Coutarea hexandra (Jacq.) K.Schum.
- Coutarea hexandra J.R.Johnst.
- Coutarea latiflora Sessé & Moc., 1830
- Coutarea latifolia Moc. & Sessé ex DC., 1830
- Coutarea mollis Cham.

Selon Tropicos (31 mai 2024) (Attention liste brute contenant possiblement des synonymes) :
- Coutarea acamptoclada B.L. Rob. & Millsp., 1905
- Coutarea alba Griseb., 1879
- Coutarea andrei Standl., 1931
- Coutarea campanilla DC., 1830
- Coutarea corymbosa Brign., 1862
- Coutarea coutaportloides C.M. Taylor, 2010
- Coutarea diervilloides Planch. & Linden, 1854
- Coutarea flavescens Moc. & Sessé ex DC., 1830
- Coutarea fuchsioides C.M. Taylor, 2010
- Coutarea hexandra (Jacq.) K. Schum., 1889
- Coutarea latiflora DC., 1830
- Coutarea lindeniana Baill., 1879
- Coutarea lumaeana Baill.
- Coutarea lumana Baill., 1879
- Coutarea mexicana Zucc. & Mart. ex DC., 1830
- Coutarea mollis Cham., 1834
- Coutarea octomera Hemsl., 1887
- Coutarea portlandia (Jacq.) Dum. Cours., 1801
- Coutarea pterosperma (S. Watson) Standl., 1921
- Coutarea pubescens Pohl, 1833
- Coutarea scherffiana André, 1878
- Coutarea speciosa Aubl., 1775

## Histoire naturelle

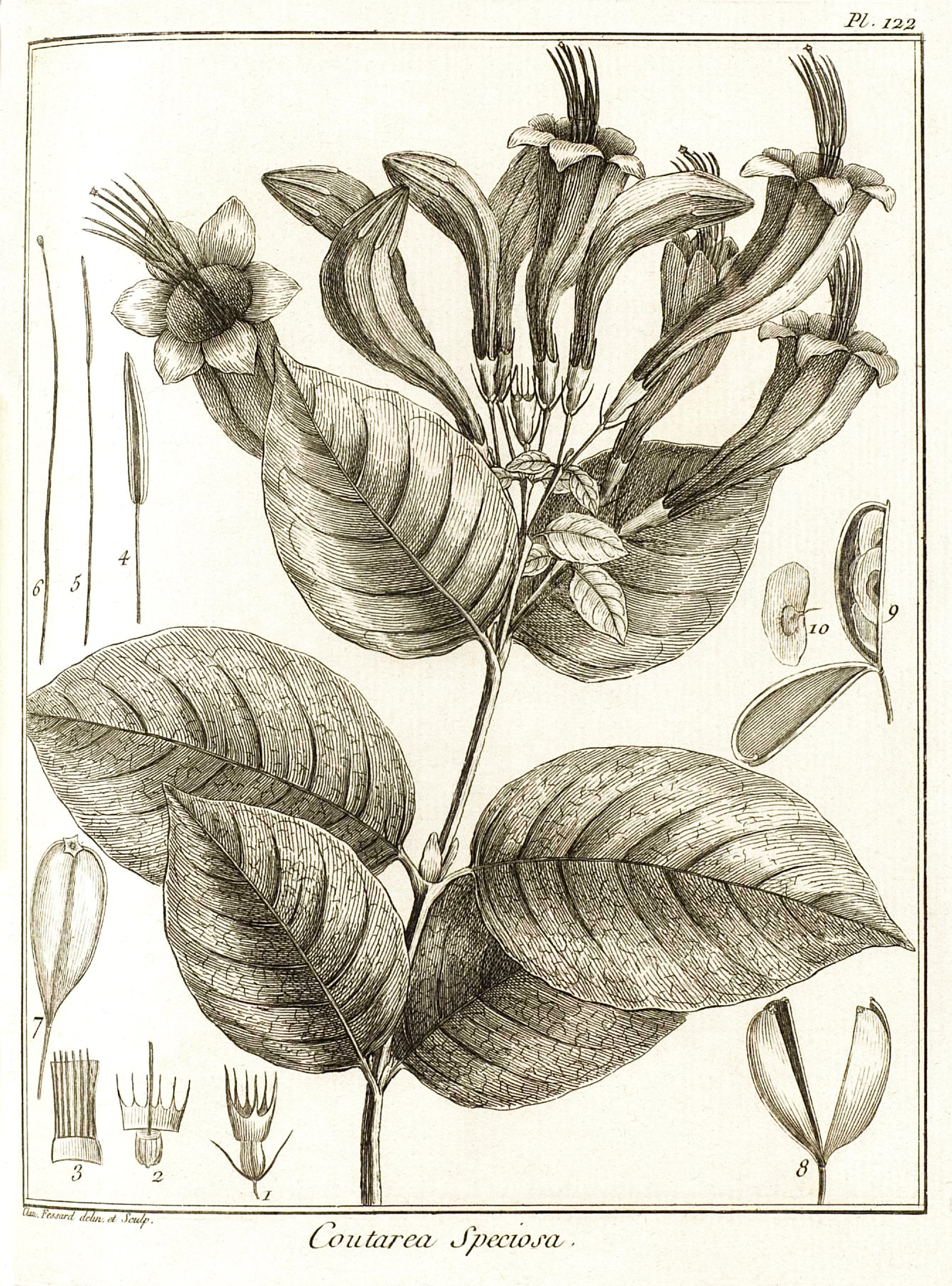
Coutarea hexandra Aublet, Planche 12 accompagnant la description du genre Coutarea par Aublet (1775) Explication de la Planche cent vingt-deuxième. - 1. Ovaire. Calice. - 2. Ovaire. Calice coupe & ouvert. Portion du ſtyle. - 3. Bas du tube de la corolle. Portion de filet des étamines. - 4. Étamine groſſie. - 5. Étamine. - 6. Style. Stigmate. - 7. Capſule. - 8. Capſule ouverte en deux loges, & chaque loge en deux valves. - 9. Loge ouverte en deux valves, Semences. - 10. Semence.

En 1775, le botaniste Aublet propose la diagnose suivante : 

« COUTAREA. (Tabula 122.) 
CAL. Perianthium monophyllum, oblongum, turbinatum, ſubcompreſſum, ſtriacum, ad baſim duabus ariſtis, oppoſitis, redis, muniturn e margine ſuperioris in ſex vel ſeptem lacinias, anguſtuſſimas, oblongas, ſecto.
COR. monoperala, infundibuliformis, tubus longus, ſenſim ampliatus, ventricoſus, incurvus, diſco ſuprà germen infertus ; limbus ſex aut ſeptem-fidus, lobis brevibus, ſubrotundis, acutis, incurvis ; faux arnpla, patens.
STAM. Filamenta ſex aut ſeptem longitudine tubi, versus ipſius baſim inferta. Antheræ longiſſimæ, lineares biloculares, extra corollam prominentes.
PIST. Germen inferum, compreſſum, calicis fundo adnarum, diſco coronatum. Stylus longiſſimus. Stigma capitatum, ſulcatum.
PER. Capsula calicis portiunculis coronata, ſulco longitudinali notata, obovata, compreſſa, bilocularis, longitudinaliter bipartibilis, ſingulo loculo polyſpermo, biyalvi ; valvulis apice dehiſcentibus.
SEM. plurima, imbricata, orbiculata, plana, alata, margine lato, membranaceo, interiori lateri valvularum affixa. »

— Fusée-Aublet, 1775.